# Марбл-Фоллс (Техас)
Марбл-Фоллс (англ. Marble Falls) — місто (англ. city) в США, в окрузі Бернет штату Техас. Населення — 7037 осіб (2020).

## Географія
Марбл-Фоллс розташований за координатами 30°34′42″ пн. ш. 98°16′10″ зх. д. / 30.57833° пн. ш. 98.26944° зх. д. (30.578458, -98.269428).  За даними Бюро перепису населення США в 2010 році місто мало площу 31,61 км², з яких 29,97 км² — суходіл та 1,65 км² — водойми. В 2017 році площа становила 36,98 км², з яких 35,30 км² — суходіл та 1,68 км² — водойми.

## Демографія
Згідно з переписом 2010 року, у місті мешкало 6077 осіб у 2486 домогосподарствах у складі 1542 родин. Густота населення становила 192 особи/км².  Було 2823 помешкання (89/км²).
Расовий склад населення:
| - 83,1 % — білих - 3,9 % — чорних або афроамериканців - 0,8 % — азіатів - 0,7 % — корінних американців - 9,1 % — осіб інших рас |

До двох чи більше рас належало 2,4 %. Частка іспаномовних становила 27,9 % від усіх жителів.
За віковим діапазоном населення розподілялося таким чином: 25,7 % — особи молодші 18 років, 56,7 % — особи у віці 18—64 років, 17,6 % — особи у віці 65 років та старші. Медіана віку мешканця становила 38,2 року. На 100 осіб жіночої статі у місті припадало 91,0 чоловіків;  на 100 жінок у віці від 18 років та старших — 87,3 чоловіків також старших 18 років.
Середній дохід на одне домашнє господарство  становив 50 749 доларів США (медіана — 41 120), а середній дохід на одну сім'ю — 62 476 доларів (медіана — 52 500). За межею бідності перебувало 11,9 % осіб, у тому числі 25,5 % дітей у віці до 18 років та 7,5 % осіб у віці 65 років та старших.
Цивільне працевлаштоване населення становило 2848 осіб. Основні галузі зайнятості: мистецтво, розваги та відпочинок — 21,9 %, освіта, охорона здоров'я та соціальна допомога — 17,9 %, роздрібна торгівля — 10,4 %, виробництво — 9,8 %.